# Leobodes lijiangensis
Leobodes lijiangensis är en kvalsterart som beskrevs av Aoki 2000. Leobodes lijiangensis ingår i släktet Leobodes och familjen Nippobodidae. Inga underarter finns listade i Catalogue of Life.